# Marjane Satrapi

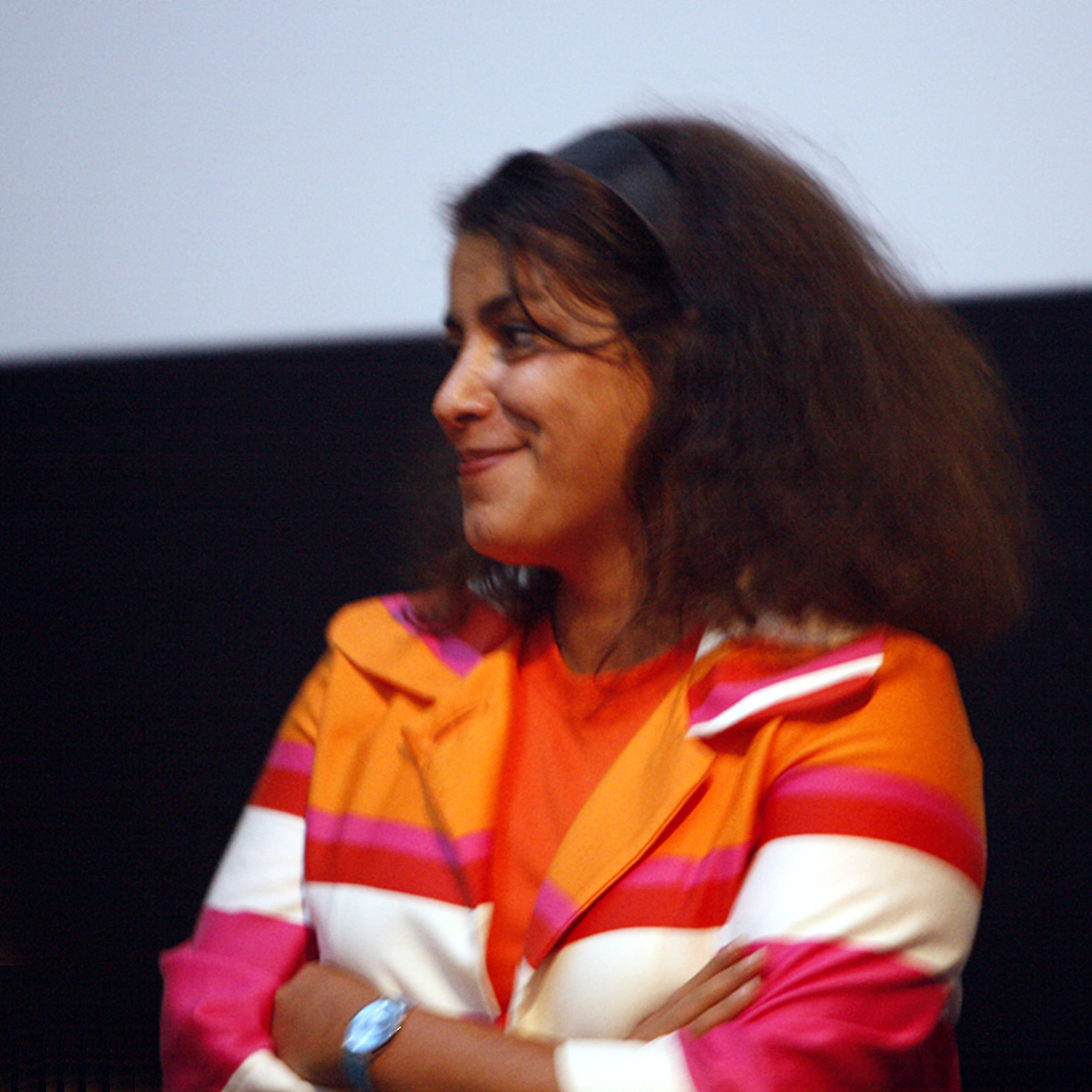
Marjane Satrapi (2007)

Marjane Satrapi (persisch مرجان ساتراپی [mærˈʤɔːn sɔːtrɔːˈpiː]; * 22. November 1969 in Rascht, Iran) ist eine iranisch-französische Comiczeichnerin, Illustratorin von Kinderbüchern und Filmemacherin.

## Leben
Satrapi wuchs in einer linken Mittelstandsfamilie in Teheran auf. 1984 schickten ihre Eltern sie auf das französische Gymnasium nach Wien, damit sie den Auswirkungen der islamischen Revolution und dem 1. Golfkrieg entfliehen konnte. Vier Jahre später kehrte sie nach Teheran zurück und studierte an der Kunstfakultät visuelle Kommunikation. 1994 emigrierte sie nach Frankreich, wo sie zunächst in Straßburg lebte.
Weltweit wurde sie durch ihre Graphic-Novel-Autobiographie Persepolis bekannt. Darin zeichnet und beschreibt sie in einfachen, schwarz-weißen Einzelbildern ihre Kindheit in Iran und ihre Jugendjahre in Wien und Teheran. Sie verbindet ihre Lebensgeschichte eng mit der iranischen Geschichte und stellt die Auswirkungen der Politik der Revolutionswächter und der Regierung auf den Alltag der iranischen Jugend dar. Die Geschichte verfilmte sie 2007 gemeinsam mit Vincent Paronnaud als Animationsfilm, für den so renommierte Sprecher wie Catherine Deneuve, Gena Rowlands oder Danielle Darrieux gewonnen werden konnten. Für die Deutschfassung wird die Hauptfigur von der deutsch-iranischen Schauspielerin Jasmin Tabatabai gesprochen. Der Film, der den Namen des Comics trägt, war 2007 im Wettbewerb der 60. Filmfestspiele von Cannes vertreten und erhielt gemeinsam mit Carlos Reygadas Stellet Licht den Preis der Jury. Wenige Monate später wurde Persepolis als offizieller französischer Beitrag für die Nominierung um den besten fremdsprachigen Film bei der Oscar-Verleihung 2008 ausgewählt und für den Europäischen Filmpreis nominiert.
Persepolis wurde in Iran zunächst nicht gezeigt. Satrapi war zudem lange als Staatsfeindin, „Hure des Westens“ und Mitarbeiterin von CIA und Mossad beschimpft worden. Nach der Nominierung für den Oscar konnte es sich die Regierung nicht erlauben, einem iranischen Film, dem so viel internationale Anerkennung zuteilwurde, den Iranern vorzuenthalten – es wäre der erste iranische Film gewesen, der einen Oscar bekommen hätte. Das Teheraner Regime hat daher sieben Vorführungen mit jeweils 75 Zuschauern angesetzt und 25 Minuten aus dem Film herausgeschnitten, weil sie angeblich sexuelle Szenen enthielten.
2008 wurde Satrapi in die Wettbewerbsjury der 61. Filmfestspiele von Cannes berufen. Drei Jahre später verfilmte sie mit Poulet aux prunes erneut einen ihrer Comics gemeinsam mit Vincent Paronnaud. Der Film erhielt 2011 eine Einladung in den Wettbewerb der 68. Internationalen Filmfestspiele von Venedig. Unter dem Titel Huhn mit Pflaumen kam er Anfang 2012 in die deutschen Kinos.
Während Persepolis ein sehr politischer Film ist, sagte Satrapi über Huhn mit Pflaumen in einem Interview: „Man kann sagen, dieser Film ist nicht politisch. Aber was könnte die Vorurteile über ein Land besser widerlegen als eine Geschichte, die erzählt: ‚Am 22. November 1958 stirbt ein Mann aus Liebe zu einer Frau.‘ […] Es ist gut, dass es Demos gibt. Ich mache das nicht mehr. Dafür habe ich zu oft erlebt, wie uneins Menschen sein können, die sich in den Dienst einer Sache stellen. Ich bin Künstlerin und mache das, von dem ich etwas verstehe.“
Im Januar 2025 teilte Satrapi mit, dass sie den im Juli 2024 von der Kulturministerin Rachida Dati verliehenen Verdienstorden der Ehrenlegion wegen der „heuchlerischen“ französischen Haltung zur Islamischen Republik Iran ablehne. In einem Brief an Rachida Dati begründete sie die Ablehnung mit ihrer Verbundenheit zu Iran: Junge Iraner, die nach Freiheit strebten, Dissidenten und Künstler würden keine Visa erhalten, ebenso wenig Touristen, während die Kinder iranischer Oligarchen sich ohne Probleme in Paris und Saint-Tropez aufhalten könnten.
Marjane Satrapi lebt in Paris. Seit 2006 besitzt sie neben der iranischen auch die französische Staatsangehörigkeit.

## Literarisches Werk
- 2000, 2001: Persepolis, Tome 1 et 2, frz. (dt., Persepolis: Band 1 – Eine Kindheit im Iran, 2003, ISBN 3-907055-74-8)
- 2001: Les monstres n'aiment pas la lune, frz. (dt., Marie und die Nachtmonster, 2006, ISBN 978-3-8270-5181-3)
- 2002, 2003: Persepolis, Tome 3 et 4, frz. (dt., Persepolis: Band 2 – Jugendjahre, 2004, ISBN 3-907055-82-9)
- 2003: Broderies (dt. Sticheleien, 2005, ISBN 3-907055-97-7)
- 2004: Poulet aux prunes (dt., Huhn mit Pflaumen, 2006, ISBN 978-3-03731-006-9)
- 2004: Le Soupir (dt., Der Seufzer, 2013, ISBN 978-3-86201-657-0)
- 2023: als Herausgeberin: Femme vie liberté (dt., Frau, Leben, Freiheit, 2023, ISBN 978-3-498-00557-3), mit Beiträgen u. a. von Joann Sfar, Lewis Trondheim, Paco Roca, Mana Neyestani, Bahareh Akrami.

## Filmografie
- 2007: Persepolis (Persépolis)
- 2011: Huhn mit Pflaumen (Poulet aux Prunes)
- 2012: La bande des Jotas
- 2014: The Voices
- 2019: Marie Curie – Elemente des Lebens (Radioactive)
- 2024: Paris Paradies (Paradis Paris)

## Auszeichnungen
- 2004: Max-und-Moritz-Preis für die Beste deutschsprachige Comic-Publikation Import, Comic-Salon Erlangen, für Persepolis
- 2004: Comic des Jahres, Frankfurter Buchmesse, für Persepolis[6]
- 2005: Prix du meilleur album, Festival d’Angoulême, für Poulet aux prunes
- 2005: Chevalier des französischen Ordre des Arts et des Lettres.
- 2008: Oscar-Nominierung als Bester Animationsfilm für Persepolis
- 2016: Benennung eines Asteroiden nach ihr: (308197) Satrapi
- 2024: Prinzessin-von-Asturien-Preis